# 甘庄街道
甘庄街道，是中华人民共和国云南省玉溪市元江哈尼族彝族傣族自治县下辖的一个乡镇级行政单位。2011年，原青龙厂镇撤销成立甘庄街道。

## 行政区划
甘庄街道下辖以下地区：
红新社区、甘庄社区、干坝社区、青龙厂社区、它克村、果洛垤村、铜厂冲村、撮科村、阿不都村、假莫代村、朋程村、路通村和西拉河村。

## 中国传统村落
2012年，它克村被评为首批“中国传统村落”。